# Емил Павлов
Емил Евстатиев Павлов е български композитор.

## Биография
Роден е на 13 май 1924 г. в Ловеч. Починал на 14 декември 1992 г. Завършил е БДК (1949).